# Keverberg
De Keverberg is een heuvel in de gemeente Simpelveld in de Nederlandse provincie Limburg. De heuvel ligt ten noordoosten van Huls en ten oosten van Ubachsberg. De Keverberg gaat in het noorden over in de Putberg waar het een geheel mee vormt en zijn beide onderdeel van het Plateau van Ubachsberg. In de volksmond wordt de heuvel wegens het grillige karakter de Poekele berg genoemd. Ten westen van de Keverberg snijdt het Droogdal de Dael in op het plateau.
De Keverberg heeft een hoogte van ongeveer 200 meter boven zeeniveau.
Boven op de Keverberg ligt Hoeve Keverberg. Op ongeveer 200 meter ten westen van de hoeve ligt de Groeve De Keverberg.